# Compte Apple
Un compte Apple (anciennement identifiant Apple) est un compte personnel utilisé pour accéder aux divers services d'Apple, tels que l'App Store, iCloud, iMessage, FaceTime et Localiser permettant de synchroniser les contacts, calendriers, photos, documents et autres données d'applications sur tous les appareils Apple.

## Historique
Lors de la sortie d'iOS 18, le service a été renommé en "Compte Apple" à la place de "Apple ID". La connexion sur les ordinateurs est également simplifiée depuis iOS 18.2.

## Fonctionnalités
Il est possible de créer un compte Apple gratuitement sur internet. Seul le nom de domaine @icloud.com nécessite un appareil Apple.

### iCloud
Un compte Apple est requis pour accéder au service iCloud. Ce service permet de stocker des données sur le cloue tel que des fichiers, des photos… Il est le remplaçant du service MobileMe fermé en 2011. Chaque compte iCloud possède un stockage de 5Go gratuitement.

### App Store
Un compte Apple est également nécessaire pour pouvoir télécharger des applications depuis l’App Store sur iOS, iPadOS, watchOS et visionOS, ainsi que sur le Mac App Store.
Le compte Apple permet de retrouver l'historique de l'ensemble des achats effectués.
Depuis février 2025, il est possible de transférer les achats d'un compte Apple vers un autre compte Apple. 

### Données et confidentialités
Le compte Apple permet également d’accéder au service de confidentialité d’Apple. Ce dernier permet d’obtenir des copies de ses informations, un transfert de ses données ou encore la suppression du compte.

### Se connecter avec Apple
Le service “Se connecter avec Apple”, anciennement appelé “Connexion avec Apple”, est une fonctionnalité introduite avec iOS 13 permettant de se connecter de manière sécurisée à des applications et plateformes en ligne en utilisant son compte Apple. Le but est, selon la firme, de se connecter à des services tiers en donnant le moins d’informations personnelles. En effet, la fonctionnalité requiert uniquement un nom et une adresse mail. Il offre l'option de préserver la confidentialité de l’utilisateur en évitant de divulguer son adresse e-mail réelle, pour cela Apple va générer une fausse adresse qui fera office de relais vers la véritable adresse reliée au Compte Apple.
Malgré les dispositions prises par Apple, en juin 2019, la fondation OpenID apostrophe la marque à la pomme sur son utilisation « non conforme » selon la lettre ouverte destinée à Craig Federighi,. En octobre 2019, la fondation s’est dite « réjouie » qu’Apple ait répondu au répondu aux demandes de cette dernière.